# (4921) Volonté
(4921) Volonté, désignation internationale (4921) Volonte, est un astéroïde de la ceinture principale.

## Description
(4921) Volonté est un astéroïde de la ceinture principale. Il fut découvert par Zdeňka Vávrová le 29 septembre 1980 à l'obervatoire Klet'. Il présente une orbite caractérisée par un demi-grand axe de 2,41 UA, une excentricité de 0,14 et une inclinaison de 5,2° par rapport à l'écliptique.
Il fut nommé en hommage à l'acteur milanais Gian Maria Volonté, en particulier pour son rôle de Giordano Bruno, dans le film homonyme de Giuliano Montaldo.

## Compléments